# 东川镇 (镇安县)
东川镇，是中华人民共和国陕西省商洛市镇安县一个已撤销的乡级行政区，2015年，陕西省民政厅批复同意撤销东川镇，将其所辖行政区域划归月河镇。